# Verminaria oblonga
Verminaria
Genre
Espèce
Synonymes
- Membranipora oblonga Busk, 1859

Verminaria oblonga, unique représentant du genre Verminaria, est une espèce fossile de bryozoaires.

## Classification
L'espèce Verminaria oblonga a été initialement décrite en 1859 par George Busk sous le protonyme de Membranipora oblonga,.
En 1888, le zoologiste français Jules Jullien (d) (1842-1897) crée le genre Verminaria et déclare que l'espèce Membranipora oblonga deviendra son espèce type sous le taxon Verminaria oblonga.

## Publications originales
- Genre Verminaria :
  - J. Julien, Mission scientifique du cap Horn, 1882-1883 : Zoologie - Bryozoaires, vol. 6, Paris, Gauthier-Villars et Fils, Imprimeurs-Libraires, 1888, 92 p. (lire en ligne), p. 79.
- Espèce Verminaria oblonga, sous le taxon Membranipora oblonga :
  - (en) George Busk, A monograph of the fossil Polyzoa of the Crag, Londres, Inconnu, 1859, 254 p. (OCLC 6929182, LCCN gs12000766, DOI 10.5962/BHL.TITLE.2037, lire en ligne), p. 34.